# Carlos Barrón
Carlos Barrón Redondo (Córdoba, 1 de octubre de 1987), más conocido como el León de la mezquita[cita requerida], es un jugador de fútbol sala español que juega como portero en el Palma Futsal y en la selección española.

## Palmarés

### Santiago Futsal
- Supercopa de España (1): 2010
- Copa Xunta (4): 2008, 2009, 2011, 2012

### Palma Futsal
- Liga de Campeones de la UEFA (2): 2023, 2024, 2025
- Copa Intercontinental de Futsal (1): 2023, 2024